# Deer Lake Regional Airport
Deer Lake Regional Airport är en flygplats i Kanada. Den ligger i den östra delen av landet, 1 400 km öster om huvudstaden Ottawa. Deer Lake Regional Airport ligger 21 meter över havet.
Terrängen runt Deer Lake Regional Airport är platt åt nordost, men åt sydväst är den kuperad. Deer Lake Regional Airport ligger nere i en dal. Trakten runt Deer Lake Regional Airport är nära nog obefolkad, med mindre än två invånare per kvadratkilometer.. Närmaste större samhälle är Deer Lake, 5,7 km sydväst om Deer Lake Regional Airport.
I omgivningarna runt Deer Lake Regional Airport växer i huvudsak blandskog.